# Síndrome respiratória do Médio Oriente
Síndrome respiratória do Médio Oriente (SRME ou MERS) é uma infeção respiratória viral causada pelo coronavírus MERS (MERS-CoV). Os sintomas podem variar de ligeiros a graves. Os mais comuns são febre, tosse, diarreia e falta de ar. Os sintomas geralmente começam-se a manifestar de 2 a 14 dias após a exposição ao vírus.  A doença é geralmente mais grave em pessoas com outros problemas de saúde.
O MERS-CoV é um betacoronavírus derivado dos morcegos. Verificou-se que os camelos possuem anticorpos para o MERS-CoV, embora não tenha sido identificada a fonte exata de infeção em camelos. Acredita-se que os camelos tenham estado na origem da transmissão do vírus para os seres humanos, mas ainda não é clara a forma como essa transmissão ocorreu. A transmissão entre seres humanos geralmente requer contacto próximo com uma pessoa infetada. A transmissão é pouco comum fora de hospitais, pelo que atualmente se considera que o risco para a população mundial seja relativamente baixo.
À data de 2019 não existia ainda vacina ou tratamento específico para a doença. O tratamento consiste no alívio de sintomas. Estão a ser investigados diversos medicamentos antivirais. A Organização Mundial de Saúde recomenda que após o contacto com camelos as mãos sejam lavadas frequentemente, que não se toque em camelos doentes, e que produtos à base de camelo sejam devidamente cozinhados.
À data de abril de 2017 tinham sido reportados menos de 2000 casos. Cerca de 36 por cento dos casos diagnosticados resultam em morte. No entanto, o risco de morte pode ser menor, uma vez que as pessoas com sintomas ligeiros podem não chegar a ser diagnosticadas com a doença. O primeiro caso identificado ocorreu em 2012 na Arábia Saudita, tendo a maioria dos casos ocorrido na península Arábica.